# 여제 (드라마)
《여제》는 2011년 10월 1일부터 12월 24일까지 방영된 E채널 드라마이다.

## 줄거리
세상에 짓밟힌 여자가 부조리한 권력층을 향한 복수를 위해 밤의 세상을 지배하는 여제가 되어 통쾌한 복수를 하는 이야기

## 등장 인물

### 주인공
- 장신영 : 서인화 역
- 강지섭 : 정혁 역
- 전세현 : 최유미 역
- 최필립 : 박형일 역

### 주변 인물
- 명계남 : 공사장 역
- 이기열 : 제갈상무 역
- 정경순 : 정시화 역
- 김준희 : 강애리 역
- 이동훈 : 이용규 역
- 김형종 : 장태수 역
- 황은정 : 초난희 역
- 박우천 : 우장태 역
- 김부선 : 서미영 역
- 현석 : 최건일 역
- 노영국 : 오명석 의원 역
- 강승원 : 박성범 역
- 오정태 : 수왕 역
- 정윤조 : 향기 역
- 박성근 : 위기철 실장 역

### 특별출연
- 양택조 : 천지인 화백 역

## 수상
- 2012년 케이블TV 방송대상 드라마/시트콤부문 PP작품상